# Cylindraspis
Cylindraspis è un genere che comprendeva alcune testuggini gigante estintesi recentemente. Tutte queste specie vivevano sulle Isole Mascarene (Mauritius, Rodrigues e Réunion), nell'Oceano Indiano, e sono scomparse a causa della caccia da parte dell'uomo e dell'introduzione di predatori non originari della zona. Queste testuggini giganti erano molto grandi e lente, il che le rendeva facili prede. Le Mascarene furono colonizzate nel 1663. Quasi tutte le specie di questo genere scomparvero attorno al 1795 e gli ultimi esemplari si ritiene che siano morti attorno al 1840 (Arnold 1979, Bour 1980, Cheke e Hume 2008).

## Specie
Il genere comprendeva le seguenti specie:
- Cylindraspis indica, la testuggine gigante di Réunion †;
- Cylindraspis inepta, la testuggine gigante di Mauritius dal dorso a sella †;
- Cylindraspis peltastes, la testuggine gigante di Rodrigues a cupola †;
- Cylindraspis triserrata, la testuggine gigante di Mauritius a cupola †;
- Cylindraspis vosmaeri, la testuggine gigante di Rodrigues dal dorso a sella †.

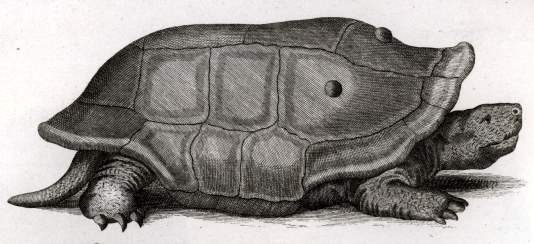
Cylindraspis indica
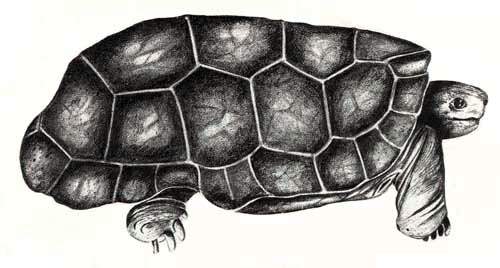
Cylindraspis peltastes
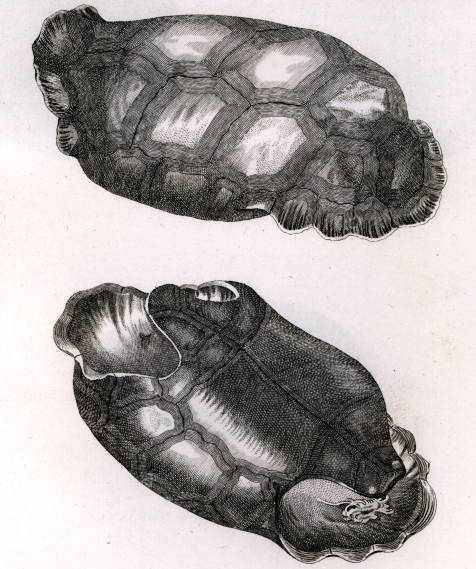
Cylindraspis vosmaeri